# Droits des femmes

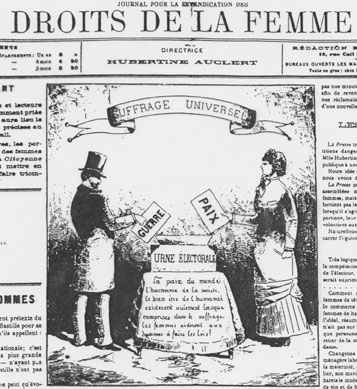

Les droits des femmes  sont des droits revendiqués pour les femmes dans de nombreuses sociétés à travers le monde, qui constituent la base du mouvement pour les droits des femmes du XIXe siècle ainsi que le combat des mouvements féministes depuis le XXe siècle. Dans certains pays, ces droits sont institutionnalisés ou soutenus par la loi, la coutume locale et le comportement, tandis que dans d'autres pays, ils peuvent être ignorés, réprimés ou supprimés. Ils diffèrent des notions plus larges de droits humains en déclarant qu'il existe des inégalités historiques inhérentes s'opposant à l'exercice des droits des femmes et des filles, en faveur des hommes et des garçons. La défense de ces droits est un objectif afin de parvenir à une société plus égalitaire.
Les problématiques communément associées aux notions de droits des femmes incluent, de façon non exhaustive, les droits : d'intégrité corporelle et d'autonomie, de ne pas subir de violence sexuelle, de voter, d'être élue, d'entrer dans un contrat légal, d'être considérée comme l'égale du mari et du père au sein de la famille, de travailler, d'avoir accès à des salaires justes et à l'égalité salariale, de maîtriser sa reproduction (contraception et avortement),  de propriété, d'accéder à l'éducation.
Depuis 1945, les droits des femmes font l'objet de conventions internationales visant à les garantir, mais les femmes continuent de ne pas jouir de l’égalité des droits avec les hommes.

## Domaines

### Droits naturels

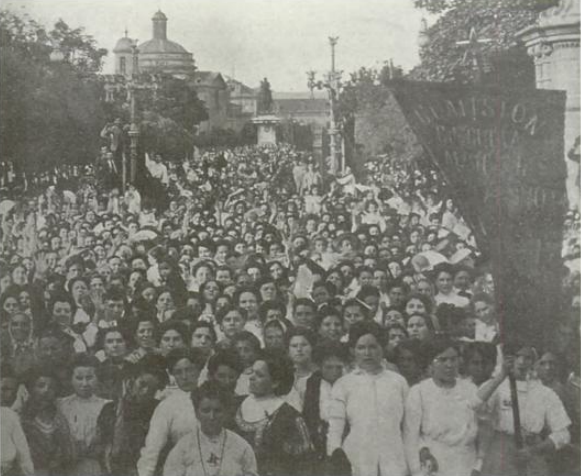
La manifestation de femmes à Barcelone du 10 juillet 1910, organisée par Ángeles López de Ayala, pour l'éducation laïque et l'émancipation.

Le philosophe grec Aristote est à l'origine de l'idée que l'homme est un « animal rationnel » et en tant que tel une puissance naturelle de la raison. Les concepts de la nature humaine dans la Grèce antique dépendent du sexe ou de l'appartenance ethnique par exemple. 
Inspirés par les philosophes classiques, les philosophes Thomas Hobbes, Jean-Jacques Rousseau ou John Locke développent aux XVIIe et XVIIIe siècles la théorie du droit naturel. Ils soutiennent que les droits naturels ne sont pas dérivés de Dieu, mais sont « universels, évidents et intuitifs » comme les lois de la nature. Ils considèrent les femmes comme les enfants, les esclaves et les non-blancs, comme n'étant ni « rationnels » ni « civilisés » et affirment que le statut inférieur des femmes est une question de « bon sens » en raison de sa « nature inférieure »[réf. nécessaire].
Leurs points de vue sont opposés aux XVIIIe et XIXe siècles par des philosophes évangéliques de la théologie naturelle tels que William Wilberforce et Charles Spurgeon, qui plaident pour l'abolition de l'esclavage et l'égalité des droits des hommes et des femmes. Ils affirment que toutes les personnes ont une nature humaine, indépendamment de leur sexe, de leur appartenance ethnique ou autres qualifications, par conséquent toutes les personnes ont des droits naturels.
D’autre part, des courants contestataires féministes commencent à se faire jour, portés par des femmes : citons par exemple Olympe de Gouges, qui rédigea en 1791 la Déclaration des droits de la femme et de la citoyenne. 
L'une des premières manifestations de femmes en faveur de ces droits se déroule à Barcelone le 10 juillet 1910, organisée par Ángeles López de Ayala.

### Droit de propriété et autres droits fonciers

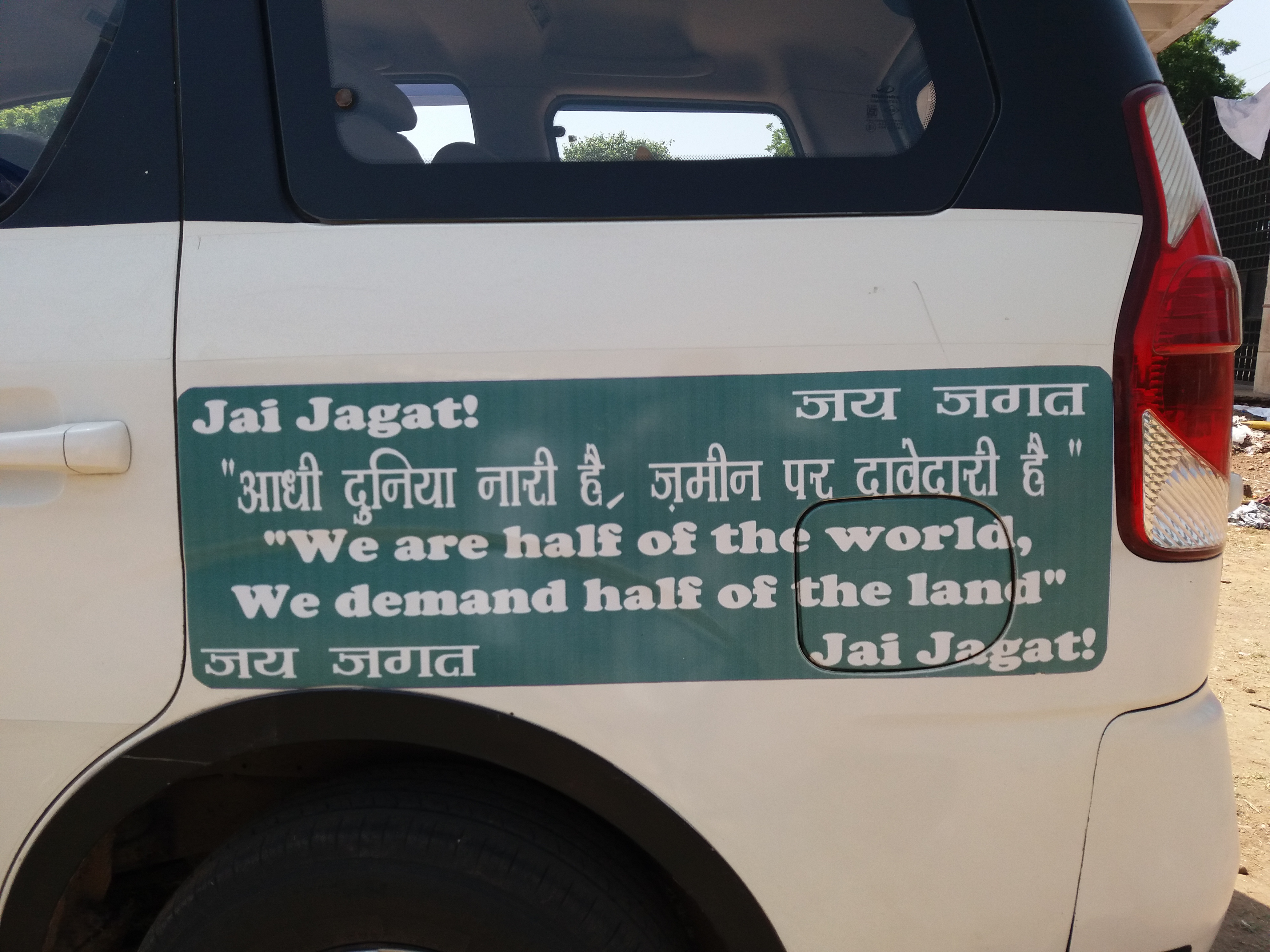
« Nous sommes la moitié du monde, nous demandons la moitié de la terre », campagne des femmes pour le droit à la terre à Gwalior en Inde (2018).

Au XIXe siècle, des femmes, comme Ernestine Rose, Paulina Wright Davis, Elizabeth Cady Stanton, Harriet Beecher Stowe, aux États-Unis et en Grande-Bretagne, commencent à contester les lois qui leur refusent le droit à leur propriété une fois qu'elles sont mariées. En vertu de la doctrine de la coverture, les maris prennent le contrôle des biens immobiliers et des salaires de leurs épouses.
À partir des années 1840, les assemblées législatives des états des États-Unis et le Parlement britannique commencent à adopter des lois protégeant la propriété des femmes de leurs maris et des créanciers de leurs maris. Ces lois sont connues sous le nom Loi sur la propriété des femmes mariées. Les droits de propriété des femmes continuent d'être limités dans de nombreux pays européens jusqu'aux réformes juridiques des années 1860-70. Par exemple, en Allemagne de l'Ouest, la loi relative à la succession agricole rurale favorise les héritiers mâles jusqu'en 1963. Aux États-Unis, les lois dites "chef et maîtres" (Head and master laws), qui donnaient le contrôle exclusif des biens matrimoniaux au mari, étaient courantes jusqu'à il y a quelques décennies. La Cour suprême, dans Kirchberg contre Feenstra (1981), a déclaré ces lois inconstitutionnelles.
Dans de nombreux pays d'Afrique, les femmes qui jouissaient dans le droit coutumier — droit qui pourtant leur est généralement peu favorable et souvent exclut leur droit à la propriété — de droits à exploiter des terres dont la propriété était collective ou de droits fonciers indirects, ont vu globalement leur situation régresser avec la codification de la propriété et la privatisation des terres, que celle-ci aient été menées à l'initiative des puissances coloniales en place ou ultérieurement. Le phénomène est dans certains pays aggravé par les règles d'héritage ou le statut de mineure héritée du Code Napoléon. Cette absence ou ces limitations d'accès à la propriété foncière obèrent les capacités des femmes à assurer leur développement ou survie économique, l'agriculture étant l'une des principales activités économiques dans les zones rurales.

### Droit au travail
Le droit au travail des femmes comprend l'accès non discriminatoire des femmes aux emplois et l'égalité de rémunération avec les hommes.
Au Moyen Âge, les femmes peuvent exercer divers métiers (médecins, meunières...) mais elles sont progressivement exclues des activités les plus rémunératrices. À la Renaissance, les hommes prennent la direction des corporations féminines et les suppriment jusqu'à ce qu'il n'en reste plus que trois en 1675 : lingères, bouquetières et limières-chanvrières.
Pendant longtemps en Europe, les femmes mariées ne peuvent pas travailler sans le consentement de leur mari : en France jusqu'en 1965, en Espagne jusqu'en 1975 et en Grande-Bretagne jusqu'en 1919 (voir Sex Disqualification (Removal) Act 1919) et certaines professions leur sont simplement interdites.
En 2019, selon une étude de la Banque mondiale, les femmes ne bénéficient que des trois-quarts des droits accordés aux hommes. Dans toutes les zones géographiques, ces restrictions à l'emploi se concrétisent par leur surreprésentation dans le secteur informel.
En France, le ministère chargé de l'Égalité entre les femmes et les hommes, de la Diversité et de l'Égalité des chances publie en 2021 Chiffres-clés : vers l’égalité réelle entre les femmes et les hommes. Cette politique publique est relayée à trois niveaux - national, régional, départemental (exemple en Occitanie).
En Afrique, l'un des facteurs limitant l'accès à l'emploi est la difficulté d'accès à la propriété foncière.

### Droit à un revenu égal
L'écart salarial moyen entre les femmes et les hommes dans les pays de l'OCDE se resserre mais à un rythme très lent. Il passe de 14,5 % en 2010 à 13,5 % en 2019. À l'inverse, dans le reste du monde, l'égalité se dégrade en moyenne. Cela signifie que les progrès mondiaux vers la réduction de l'écart salarial sont au point mort. La Corée présente le plus grand écart salarial entre les sexes avec 34,1 %, suivie du Japon avec 24,5 % et d'Israël avec 21,8 %. La Belgique présente l'écart le plus faible avec 3,7 %, la Grèce avec 4,5 % et le Costa Rica avec 4,7 %. En 2019, le revenu annuel moyen des femmes dans le monde est de 11 500 USD, contre 21 500 USD pour les hommes. Ces écarts sont très souvent accentués dans le secteur informel.
Les raisons sont multiples. Tout d'abord, les femmes sont fortement représentées dans de nombreux emplois qui ont été remplacés par l'automatisation, sont sous-représentées dans les rôles technologiques émergents et elles assument une part disproportionnée de travail de soins aux enfants et aux malades. En outre, dans de nombreux pays, les femmes sont désavantagées pour accéder au crédit, à la terre ou aux produits financiers, ce qui les empêche de créer une entreprise ou de gagner leur vie en gérant des actifs. 
Les femmes ont le plus d'opportunités économiques au Bénin, en Islande, au Laos, aux Bahamas et au Bélarus et le moins d'opportunités en Inde, au Pakistan, au Yémen, en Syrie et en Irak. 

### Droit de vote

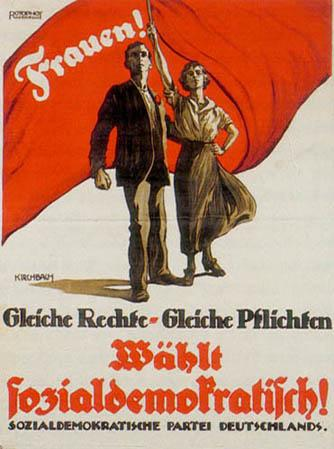
Allemagne, 1919; Affiche de vote; « Frauen ! Gleiche Rechte, Gleiche Pflichten » (« Femmes ! Les mêmes droits, les mêmes devoirs »).

Au cours du XIXe siècle, certaines femmes commencent à demander, exiger, puis manifester pour le droit de vote - le droit de participer à leur gouvernement et à l'élaboration de ses lois. D'autres femmes s'opposent au suffrage des femmes, comme Helen Kendrick Johnson, qui soutient dans la brochure de 1897 Femme et la République qu'elles peuvent avoir l'égalité juridique et économique sans le droit de vote. 
Les idéaux du suffrage féminin se développent parallèlement à celui du suffrage universel et aujourd'hui, le suffrage féminin est considéré comme un droit dans la majorité des pays du monde (en vertu du Protocole facultatif à la Convention sur l'élimination de toutes les formes de discrimination à l'égard des femmes). Au cours du XIXe siècle, le droit de vote est progressivement étendu dans de nombreux pays et les femmes commencent à faire campagne pour leur droit de vote. En 1893, la Nouvelle-Zélande devient le premier pays à donner aux femmes le droit de vote au niveau national puis l'Australie en 1902.
Un certain nombre de pays nordiques accordent aux femmes le droit de vote au début du XXe siècle : la Finlande (1906), la Norvège (1913), le Danemark et l'Islande (1915). Avec la fin de la Première Guerre mondiale, de nombreux autres pays suivent - les Pays-Bas (1917), l'Autriche, l'Azerbaïdjan, le Canada , la Tchécoslovaquie, la Géorgie, la Pologne et la Suède (1918), l'Allemagne et le Luxembourg (1919), l'Espagne (1931), la Turquie (1934) et les États-Unis (1920). Les adoptants tardifs en Europe sont la France en 1944, la Grèce en 1952, la Suisse (1971 au niveau fédéral ; 1959–1991 sur les questions locales au niveau cantonal), le Portugal (avec des restrictions dès 1931, puis en 1976 à égalité avec les hommes) ainsi que les micro-états de Saint-Marin en 1959, Monaco en 1962, Andorre en 1970 et Liechtenstein en 1984. Bahreïn accorde le droit de vote aux femmes en 2001.
Au Canada, la plupart des provinces adoptent le droit de vote des femmes entre 1917 et 1919, les adoptants tardifs étant l'Île-du-Prince-Édouard en 1922, Terre-Neuve en 1925 et le Québec en 1940. 
En Amérique latine, certains pays donnent aux femmes le droit de vote dans la première moitié du XXe siècle : Équateur (1929), Brésil (1932), Salvador (1939), République dominicaine (1942), Guatemala (1956) et Argentine (1946). En Inde, sous la domination coloniale, le suffrage universel est accordé en 1935. D'autres pays asiatiques donnent aux femmes le droit de vote au milieu du XXe siècle : Japon (1945), Chine (1947) et Indonésie (1955). En Afrique, les femmes ont généralement le droit de vote en même temps que les hommes : Liberia (1947), Ouganda (1958) et Nigeria (1960). Dans de nombreux pays du Moyen-Orient, le suffrage universel est acquis après la Seconde Guerre mondiale. Au Koweït, les femmes obtiennent le droit de vote en 2005, aux Émirats arabes unis en 2006, au Bhoutan en 2007 et en Arabie Saoudite en 2011 (seulement pour les élections locales, comme les hommes). 

### Droit à la liberté de mouvements

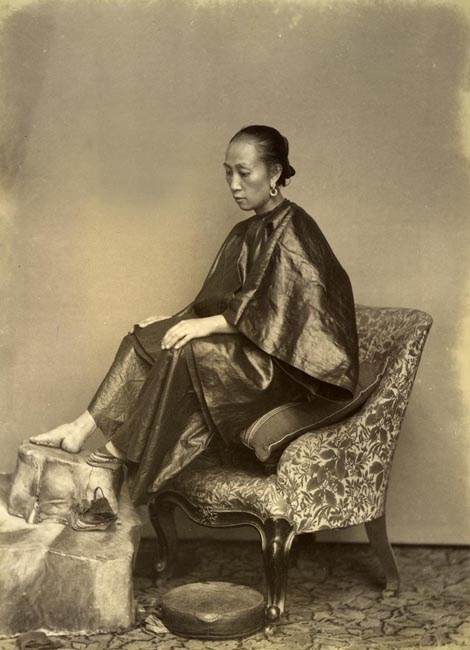
Femme aux pieds bandés dans les années 1870.

La liberté de mouvement est un droit essentiel. Néanmoins, dans de nombreuses régions du monde, il est strictement limité pour les femmes, dans la loi ou en pratique. Les femmes ne peuvent pas quitter leur foyer sans un tuteur masculin ou sans le consentement du mari, comme au Yémen par exemple. Même dans les pays qui n'ont pas de restrictions légales, les mouvements des femmes peuvent être empêchés dans la pratique par des normes sociales et religieuses telles que le purdah. 
Plusieurs pays du Moyen-Orient suivent également le système de tutelle masculine, où les femmes sont tenues de demander l'autorisation du membre masculin de la famille dans de nombreux cas, notamment pour se rendre dans d'autres pays. En août 2019, l'Arabie saoudite a mis fin à ses lois sur la tutelle masculine, permettant aux femmes de voyager seules. Cependant, les femmes saoudiennes ont toujours besoin de l'autorisation d'un parent de sexe masculin pour se marier ou pour quitter la prison ou les foyers pour femmes. 
Diverses pratiques ont été utilisées historiquement pour restreindre la liberté de mouvement des femmes, comme celle des pieds bandés, entre le Xe et le XXe siècle en Chine. La liberté de mouvement des femmes peut être restreinte par les lois, mais elle peut aussi être limitée par les attitudes envers les femmes dans les espaces publics. Dans les régions où il n'est pas socialement accepté que les femmes quittent la maison, les femmes qui sont à l'extérieur peuvent être victimes d'abus tels que les insultes, le harcèlement sexuel et la violence. Bon nombre des restrictions à la liberté de mouvement des femmes sont présentées comme des mesures visant à «protéger» les femmes.

### Droit à l'éducation
La Convention concernant la lutte contre la discrimination dans le domaine de l'enseignement interdit « toute distinction, exclusion, limitation ou préférence fondée sur la race, la couleur, le sexe, la langue, la religion, l’opinion politique ou autre, l’origine nationale ou sociale, la condition économique ou la naissance, ayant pour but ou pour effet d'annuler ou de compromettre l'égalité de traitement dans l'éducation ». Si le droit des femmes d'accéder à l'enseignement universitaire est reconnu comme très important, il doit être complété par une formation aux droits de l'homme, à la non-discrimination, à l'éthique et à l'égalité des sexes, pour que le progrès social soit possible. L'accès à l'éducation est un enjeu essentiel de l'égalité filles-garçons dans le monde.

### Droit à la sécurité
La Déclaration des Nations Unies sur l'élimination de la violence à l'égard des femmes déclare que «la violence à l'égard des femmes est une manifestation de relations de pouvoir historiquement inégales entre les hommes et les femmes» et «la violence à l'égard des femmes est l'un des mécanismes sociaux cruciaux par lesquels les femmes sont contraintes à une position subalterne par rapport aux hommes." 

Mutilations génitales féminines en Afrique, Irak, Kurdistan et Yémen, en 2015.

 La Convention d'Istanbul considère la violence à l'égard des femmes comme une violation des droits de l'homme et une forme de discrimination. Elle désigne tous les actes de violence sexiste qui entraînent ou sont susceptibles d'entraîner des préjudices ou souffrances physiques, sexuels, psychologiques ou économiques pour les femmes, y compris les menaces de tels actes, la coercition ou la privation arbitraire de liberté, que ce soit dans la vie publique ou privée. 
Certaines formes de violence à l'égard des femmes résultent de longues traditions culturelles : crimes d'honneur, violence liée à la dot, mutilations génitales féminines. La violence à l'égard des femmes est considérée par l'Organisation mondiale de la santé comme « un problème majeur de santé publique et une violation des droits humains des femmes ».

### Droits liés à la reproduction
Les droits liés à la reproduction sont des droits et libertés juridiques relatifs à la reproduction et à la santé reproductive. Ces droits ont été entérinés par le Programme d'action sur vingt ans du Caire adopté en 1994 à la Conférence internationale sur la population et le développement (CIPD) au Caire et par la Déclaration et le Programme d'action de Beijing en 1995. 
Dans les années 1870, les féministes mettent en avant le concept de maternité volontaire comme une critique politique de la maternité involontaire et expriment le désir d'émancipation des femmes. Les défenseurs de la maternité volontaire désapprouvent la contraception, arguant que les femmes ne doivent avoir des relations sexuelles qu'à des fins de procréation et plaidant pour une abstinence périodique ou permanente. 
Les droits liés à la reproduction représentent un concept large, qui peut inclure tout ou partie des droits suivants : le droit à un avortement légal et sécurisé, le droit de contrôler ses fonctions reproductives, le droit d'accéder à des soins de santé reproductive de qualité et le droit à l'éducation et l'accès aux soins afin de faire des choix reproductifs sans coercition, discrimination ni violence. Ils comprennent l'éducation sur la contraception et les infections sexuellement transmissibles, celui de ne pas subir de mutilations génitales féminines (MGF), d'avortement forcé et de stérilisation forcée. La Convention d'Istanbul reconnaît ces deux droits à l'article 38 - Mutilations génitales féminines et à l'article 39 - Avortement forcé et stérilisation forcée. 
Dans les années 1960, les militants des droits reproductifs exigent le droit à l'autonomie corporelle des femmes. Ces mouvements sociaux conduisent à l'obtention d'un accès légal à la contraception et à l'avortement au cours des décennies suivantes dans de nombreux pays.

#### Contrôle des naissances

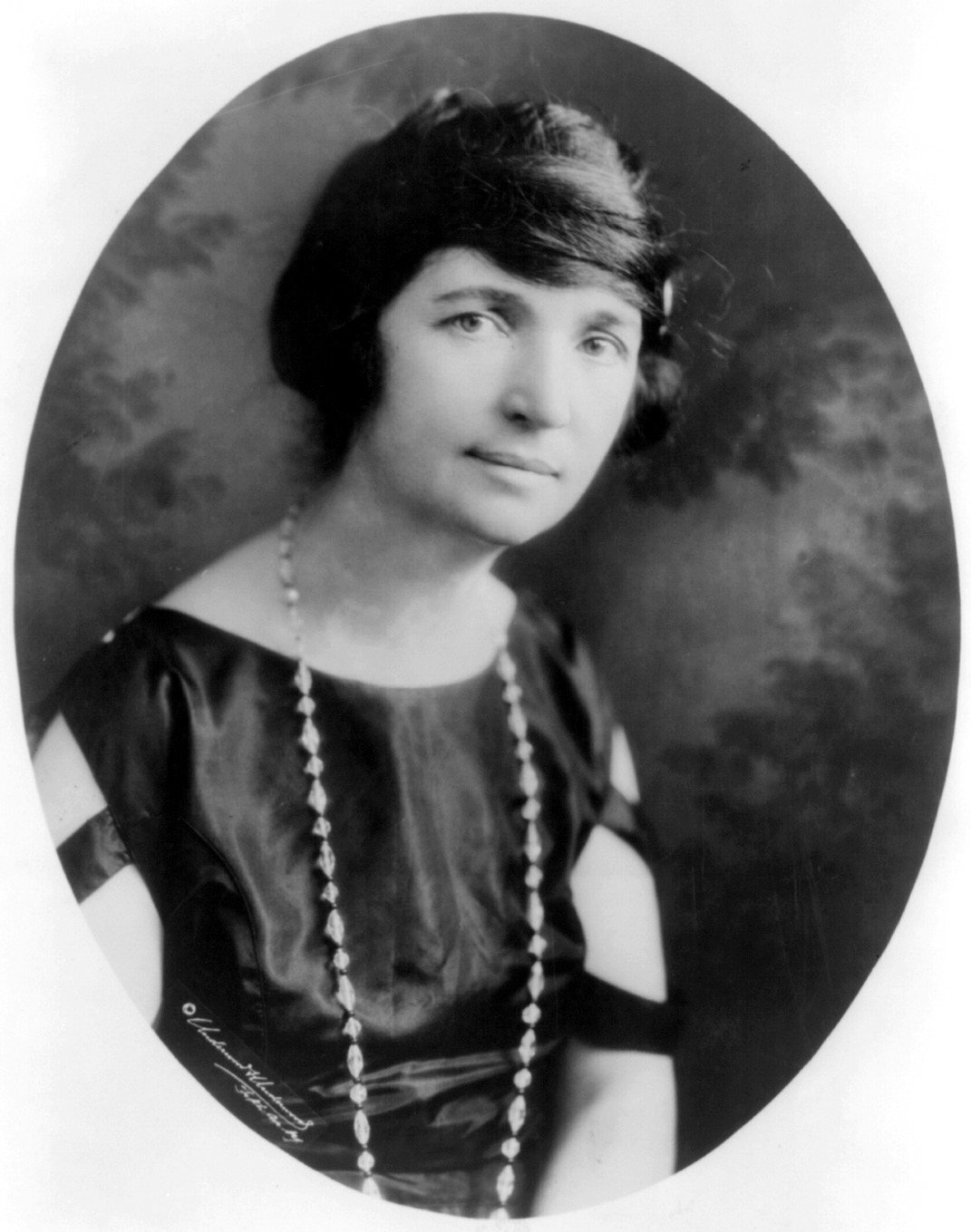
Margaret Sanger.

L'expression birth control (contrôle des naissances) entre dans la langue anglaise en 1914, popularisée par Margaret Sanger. Marie Stopes, militante britannique du contrôle des naissances, rend la contraception acceptable en Grande-Bretagne dans les années 1920 en la définissant en termes scientifiques. Le mouvement de contrôle des naissances plaide pour la contraception afin de permettre les rapports sexuels sans risque de grossesse. Il fait valoir que les femmes doivent avoir le contrôle de leur reproduction. Des slogans tels que « le contrôle de notre propre corps » critiquent la domination masculine et exigent la libération des femmes, une connotation absente des mouvements de planification familiale, de contrôle de la population et d'eugénisme. Dans les années 1960 et 1970, le mouvement de contrôle des naissances défend la légalisation de l'avortement et demande des campagnes d'éducation à grande échelle sur la contraception. Les droits reproductifs, c'est-à-dire les droits relatifs à la reproduction sexuée et à la santé reproductive, sont abordés pour la première fois en tant que sous-ensemble des droits humains à la Conférence internationale des Nations unies sur les droits humains en 1968.
Dans les années 1980, les organisations de contrôle des naissances et de contrôle de la population coopèrent pour revendiquer les droits à la contraception et à l'avortement, en mettant de plus en plus l'accent sur le « choix ».

#### Avortement
Les droits reproductifs des femmes devraient inclure le droit à l'accès à un avortement sûr et légal. Les lois sur l'avortement varient d'une interdiction totale (République dominicaine, El Salvador, Malte, Nicaragua, Vatican) à des pays comme le Canada, où il n'y a pas de restrictions légales. Dans de nombreux pays où l'avortement est autorisé par la loi, les femmes n'ont qu'un accès limité aux services d'avortement sécurisé. Dans certains pays, l'avortement n'est autorisé que pour sauver la vie de la femme enceinte ou si la grossesse résulte d'un viol ou d'un inceste. Il y a aussi des pays où la loi est libérale mais où, dans la pratique, il est très difficile de se faire avorter car les médecins refusent de pratiquer. L'ONU dans sa résolution de 2017 sur l'intensification des efforts pour prévenir et éliminer toutes les formes de violence à l'égard des femmes et des filles: a exhorté les États à garantir l'accès à « l'avortement sécurisé là où ces services sont autorisés par la législation nationale. »
La Convention sur l'élimination de toutes les formes de discrimination à l'égard des femmes considère la criminalisation de l’avortement comme une « violation de la santé et des droits sexuels et reproductifs des femmes » et une forme de « violence sexiste ». Le paragraphe 18 de sa recommandation générale no 35 sur la violence sexiste à l'égard des femmes, déclare que : « Violations de la santé et des droits sexuels et reproductifs des femmes, telles que stérilisations forcées, avortement forcé, grossesse forcée, criminalisation de l'avortement, le refus ou le retard de l'avortement sécurisé et des soins post-avortement, la poursuite forcée de la grossesse, les abus et les mauvais traitements infligés aux femmes et aux filles à la recherche d'informations, de biens et de services en matière de santé sexuelle et reproductive, sont des formes de violence sexiste qui, selon les circonstances, peuvent être assimilés à la torture ou à des traitements cruels, inhumains ou dégradants. »

## La protection des droits des femmes dans le droit international
La Charte des Nations unies, adoptée en 1945, fait de l’égalité entre les hommes et les femmes une des garanties fondamentales des droits de l’homme.
En 1948, la Déclaration universelle des droits de l’homme a affirmé que chacun pouvait se prévaloir des droits qu’elle proclamait « sans distinction aucune, notamment (…) de sexe (…) ».
En 1967, les États membres de l'ONU ont adopté la Déclaration sur l’élimination de la violence à l’égard des femmes, qui affirme que la violence à l’égard des femmes constitue une violation des droits de la personne humaine.
En 1979, l’Assemblée générale de l'ONU adopte la Convention sur l'élimination de toutes les formes de discrimination à l'égard des femmes et déclare dans son préambule, que, en dépit de l’existence de divers instruments, les femmes continuent de ne pas jouir de l’égalité des droits avec les hommes.
La Charte africaine des droits de l'homme et des peuples (Charte de Banjul) adoptée en 1981 par l’Organisation de l'unité africaine interdit la discrimination pour quelque motif que ce soit, y compris la discrimination sexiste, dans la jouissance des droits qu’elle garantit. Son article 18 mentionne spécifiquement l’obligation faite aux États africains « de veiller à l’élimination de toute discrimination contre la femme et d’assurer la protection des droits des femmes et de l’enfant tels qu’énoncés dans les déclarations et conventions internationales ».